# 산울림 9집
《산울림 9집》은 대한민국의 록 밴드 산울림이 1983년 1월 10일에 발표한 아홉 번째 정규 음반이다. 밴드의 후기 스타일이 본격화된 작품으로 평가된다.

## 배경
이 음반은 이전 산울림 특유의 거친 록 음악 사운드에서 벗어나, 보다 서정적이고 차분한 감성이 돋보이는 구성으로 완성되었다. 특히 타이틀곡 〈웃는 모습으로 간직하고 싶어〉는 잔잔한 멜로디와 감정의 흐름을 섬세하게 표현하며 이후 김창완의 솔로 감성으로 이어지는 다리 역할을 한다.
당시 대한민국의 대중음악계는 발라드와 트로트 중심의 주류 시장으로 흐르고 있었으며, 산울림의 실험적인 시도는 상업적으로는 큰 주목을 받지 못했지만, 예술적 진화의 흐름을 보여주는 중요한 시기로 평가받는다.
음반의 음악적 성향은 포크 록, 소프트 록 계열에 가까우며, 다소 절제된 편곡과 정돈된 구성이 특징이다. 김창완의 보컬 역시 이전보다 부드러워졌으며, 전체적으로 "노을지는 거리" 같은 정서를 품고 있다. 〈더, 더, 더〉, 〈황혼〉, 〈TV도 끝났는데〉 같은 곡에서는 도시인의 고독과 당시 사회 분위기가 섬세하게 표현되었다.
음악 평론가들 사이에서는 산울림의 원형적 록 사운드에서 서정성과 감성 중심의 전환을 시작한 음반으로 평가받는다. 이는 훗날 김창완 밴드의 음악적 기반이 되기도 하였다.

## 영향
《산울림 9집》은 전작들에 비해 대중적인 인지도는 낮지만, 산울림 음악의 진화 과정에서 중요한 위치를 차지한다. 감성적이고 내밀한 정서가 응축된 이 음반은 이후 김창완의 솔로 및 방송 활동에서도 그 색깔을 잃지 않았으며, 대한민국 인디 록 및 포스트 록 계열 아티스트들에게도 간접적인 영향을 미쳤다.

## 평가
| 전문가 평가 | 전문가 평가       |
| 평가 점수   | 평가 점수         |
| 출처        | 점수              |
| ----------- | ----------------- |
| 매일경제    | 긍정적            |
| 월간조선    | 긍정적            |
| 주간한국    | 회고적으로 긍정적 |

《산울림 9집》은 산울림의 후기 음악 인생에서 중요한 전환점으로 평가받는다. 《매일경제》의 음악 칼럼니스트 이봉호는 이 음반을 "3집까지의 정체성을 다시 끌어낸 후기 명작"이라고 평했으며, "록 음악 본연의 언어로 돌아간 작품"이라고 설명했다.
《월간조선》과의 인터뷰에서 김창훈은 당시를 “스타덤에 올랐지만 음악적 회의가 밀려오던 시기”라고 회고하며, 《산울림 9집》이 형제들 각자의 진로 변화 속에서 만들어졌다고 밝혔다.
《주간한국》은 회고 기사에서 이 음반이 발표된 시기의 산울림 활동을 조명하며, 당시 공연 현장의 열기와 팬들의 반응이 "가장 인상 깊던 순간 중 하나"였다고 전했다.

## 곡 목록
| #   | 제목                            | 작사   | 작곡   | 재생 시간 |
| --- | ------------------------------- | ------ | ------ | --------- |
| 1.  | 〈웃는 모습으로 간직하고 싶어〉 | 김창완 | 김창완 | 3:48      |
| 2.  | 〈더, 더, 더〉                  | 김창완 | 김창완 | 3:13      |
| 3.  | 〈소낙비〉                      | 김창훈 | 김창훈 | 3:40      |
| 4.  | 〈TV도 끝났는데〉               | 김창완 | 김창완 | 3:18      |
| 5.  | 〈빨간 신호등〉                 | 김창완 | 김창훈 | 3:12      |
| 6.  | 〈황혼〉                        | 김창완 | 김창완 | 3:31      |
| 7.  | 〈멀어져 간 여자〉              | 김창완 | 김창완 | 3:44      |
| 8.  | 〈길엔 사람도 많네〉            | 김창익 | 김창익 | 3:28      |
| 9.  | 〈저기〉                        | 김창완 | 김창완 | 3:16      |
| 10. | 〈속도 위반〉                   | 김창완 | 김창훈 | 3:07      |
| 11. | 〈쉬운 일 아니에요〉            | 김창훈 | 김창훈 | 3:36      |

## 참여 인원
- 김창완 – 보컬, 기타, 키보드
- 김창훈 – 베이스, 백킹 보컬
- 김창익 – 드럼, 퍼커션